# Sanktuarium Nostra Signora della Guardia w Ceranesi
Sanktuarium Nostra Signora della Guardia – rzymskokatolicki kościół w Ceranesi. Należy do Archidiecezji Genui. Jego wezwanie, niemające odpowiednika w języku polskim, nawiązuje do strażniczych funkcji strategicznego miejsca, w którym jest położony – szczytu góry Monte Figogna, 804 m n.p.m. Jego powstanie ma, według tradycji, związek z objawieniem Matki Bożej, jakiego doznał 29 sierpnia 1490 roku miejscowy wieśniak, Benedetto Pareto. Jest pierwszym kościołem we Włoszech pod tym wezwaniem. Zbudowany pod koniec XIX wieku, jest głównym sanktuarium maryjnym Ligurii i celem pielgrzymek, również spoza regionu. Od 1915 roku nosi tytuł bazyliki mniejszej. Odwiedzany przez ostatnich papieży: Jana Pawła II (1985 i 1990), Benedykta XVI (17 maja 2008) i Franciszka (27 maja 2017).

## Historia
29 sierpnia 1490 roku Benedettowi Pareto, wieśniakowi z Valpolcevera, wypasającemu swoje stado na szczycie Monte Figogna, objawiła się, według jego relacji, Matka Boża, prosząc go o zbudowanie kaplicy. W czasie jednego z kolejnych objawień miała go uzdrowić po tym, jak spadł z drzewa. W dokumencie Memoria del Principio z 1530 roku niektórzy znajomi Benedetta Pareto zaświadczyli o prawdziwości objawień maryjnych, których on doznał. Z uwagi na ruch pielgrzymkowy zbudowano wkrótce kaplicę pod wezwaniem Madonny della Guardia, zachowaną do dzisiaj. Ponieważ niewielka świątynia z czasem nie była w stanie pomieścić wszystkich pątników, postanowiono zbudować kościół.
Jego budowę rozpoczęto w 1868, a ukończono w 1889 roku według projektu inżyniera Luigiego Bisiego. Kościół został zainaugurowany 26 maja 1890 roku, w drugi dzień święta Zesłania Ducha Świętego przez arcybiskupa Genui, Salvatore Magnasca. Konsekracji kościoła dokonał 27 lipca 1901 roku biskup Disma Marchese. W dniach 10–12 czerwca 1894 roku odbyły się uroczystości koronacyjne figury Madonny della Guardia.
Dedykacja nowo zbudowanej świątyni, Nostra Signora della Guardia, nawiązuje do strategicznego znaczenia góry Monte Figogna, jakie miała ona w czasach starożytnych pełniąc rolę strażnicy, z której obserwowano okręty nieprzyjacielskie oraz potencjalnych nosicieli chorób. Od straży (wł. guardia) pełnionych na górze wzięła swój tytuł Matka Boża, patronka sanktuarium.
11 marca 1915 roku papież Benedykt XV nadał sanktuarium Nostra Signora della Guardia tytuł bazyliki mniejszej. Określił je przy tym jako główne sanktuarium Ligurii. W tym samym roku zamontowano w sanktuarium organy, dzieło firmy Gaetano Cavalli.
10 grudnia 1919 roku uruchomiono oświetlenie elektryczne sanktuarium.
W 1925 roku w okna sanktuarium wstawiono nowe witraże, dzieło firmy Casa Albano Maccario z Turynu.
29 lipca 1929 roku ukończono budowę kolejki dojazdowej (Autoguidovia) do sanktuarium.
10 lipca 1931 roku arcybiskup Genui, Carlo Minoretti erygował przy sanktuarium stowarzyszenie Compagnia di Nostra Signora della Guardia, nawiązując do podobnego stowarzyszenia, istniejącego w XVII wieku.
W 1939 roku odnowiono posadzkę sanktuarium według projektu braci Rapallino z Genui. Pośrodku umieszczono herb ówczesnego arcybiskupa Genui, Pietra Boetta.
W 1942 we wnętrzu sanktuarium przeprowadzono prace renowacyjne.
29 sierpnia 1952 roku gmina Ceranesi (na terenie której jest położone sanktuarium) została poświęcona Madonnie della Guardia.
Po roku 1960 rozpoczęto prace renowacyjne we wnętrzu sanktuarium. W oparciu o projekt architekta Raffaele Salvatori kontynuowano rozbudowę sanktuarium od strony prezbiterium. W transepcie zamontowano nowe, monumentalne organy, dzieło firmy Inzoli. Kaplice św. Jana Chrzciciela i św. Józefa, znajdujące się na początku naw bocznych, zostały wyburzone, aby otworzyć przejście do nowej apsydy. Zrekonstruowano je w nawach bocznych. W zakrystii urządzono kaplicę zimową. W latach 1963–1966 Antonio Giuseppe Santagata ukończył freski na sklepieniu nawy głównej. Na ścianie za ołtarzem, jako końcowy etap rozbudowy prezbiterium, zrealizowano nowy witraż według projektu Santagaty, Maria, Mater Ecclesiae.
W 1969 roku arcybiskup Genui, Giuseppe Siri dekretem, wchodzącym w życie w dzień Wielkanocy, ustanowił przy sanktuarium parafię – wikariat autonomiczny zrywając tym samym jego dotychczasową podległość parafii w Livellato.
22 września 1985 i w 1990 roku (w 500. rocznicę objawień) sanktuarium odwiedził papież Jan Paweł II, a po nim jego następcy: Benedykt XVI (17 maja 2008) i Franciszek (27 maja 2017).

## Architektura

### Wygląd zewnętrzny
Kościół został zbudowany na planie krzyża łacińskiego w stylu dojrzałego renesansu jako trzynawowa bazylika. Jego długość wynosi 49, a szerokość 26 m. skrzyżowanie naw przykrywa kopuła, wznosząca się na wysokość 40 m. Z prawej strony znajduje się wysoka na 45 m kampanila, ukończona w 1899 roku według projektu Guglielma Calmieri.

### Wnętrze
Sklepienie nawy głównej i wewnętrzną ścianę fasady pokrywają freski o tematyce maryjnej, namalowane w latach 1963–1966 przez Antonia Santagatę. Freski o tematyce maryjnej pokrywają również sklepienie kopuły (Chwała Maryi pośród aniołów i świętych protektorów Republiki Genui), transeptu (Narodziny Maryi, Nawiedzenie św. Elżbiety, Ofiarowane Maryi, Zaślubiny Maryi) oraz prezbiterium (Koronacja Maryi) i apsydy (Zwiastowanie Pańskie). Kaplica w lewym transepcie została dedykowana Maryi Ukoronowanej i św. Euzebiuszowi, zaś w prawym – Najświętszemu Sercu Jezusa. Kaplica w nawie lewej nosi wezwanie św. Jana Chrzciciela, a w prawej – św. Józefa. Z prawej strony, nieopodal zakrystii znajduje się grobowiec Pietra Malfattiego, rektora sanktuarium w latach 1899–1949.

#### Ołtarz główny
Ołtarz główny zbudował w 1940 roku z białego marmuru Angelo Ortelli według projektu Raffaella Salvatori. Ołtarz flankują kolumny z onyksu, pokryte wyżłobieniami. W jego centrum, w marmurowej edykule znajduje się drewniany posąg Madonny della Guardia, wykonany w 1894 roku przez Antonia Giuseppe Canepę. Posąg został ukoronowany 10 czerwca 1894 roku przez arcybiskupa Genui Tomasza Reggia w imieniu papieża Leona XIII. Złota róża, umieszczona u stóp Madonny jest darem papieża Benedykta XVI, złożonym z okazji jego wizyty w sanktuarium 17 maja 2008 roku.

## Kaplica I Objawienia
Pierwotna kaplica została zbudowana jako skromny budynek na planie prostokąta, o wymiarach około 3 x 4 m. Na posadzce pozostały ślady starej posadzki. Kaplicę pokrywa prosty, drewniany dach dwuspadowy. W dolnej części ściany budynku, w rzeźbionej niszy, znajdował się pierwszy, marmurowy wizerunek Madonny della Guardia – marmurowa statuetka, mająca 40 cm wysokości, która została przekazana w darze przez Laurę Ghersi. W 1800 roku do kaplicy dodano kwadratową przybudówkę, w której zbudowano ołtarz z marmuru, zwieńczony posągiem Madonny z 1632 roku, dłuta nieznanego rzeźbiarza. W 1850 roku do posągu tego dodano do marmurowy posąg Benedetta Pareta. W 2000 roku przed bramą kaplicy ustawiono brązowy posąg św. Alojzego Orione, dzieło rzeźbiarza Pietro di Milano.

## Kaplica II Objawienia
Kaplica II Objawienia nie znajduje się na szczycie góry, ale na jej zboczach, w Livellato, gdzie, według tradycji, znajdował się dom Benedetta Pareta. Kaplica została zbudowana w minionych wiekach z kamieni pochodzących z domu Pareta. Umieszczono na niej tablicę upamiętniającą wydarzenia z 1490 roku. W 1902 roku zbudowano obok niej drugą kaplicę, na planie ośmiokąta. Jego wnętrze zostało pokryte w 1985 roku freskami, przedstawiającymi sceny z życia Pareta oraz wydarzenia z  najnowszej historii sanktuarium.

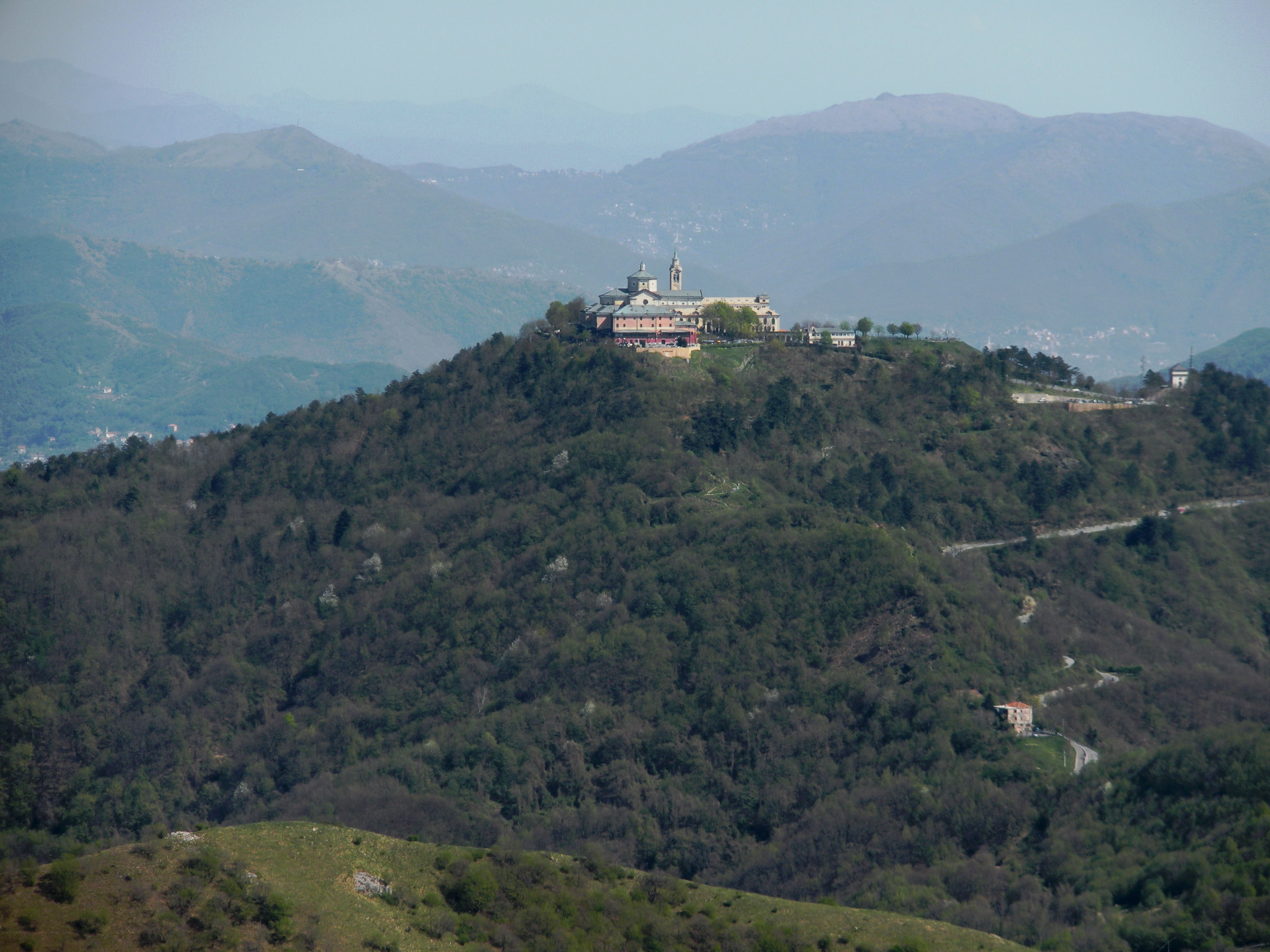
Sanktuarium na szczycie Monte Figogna
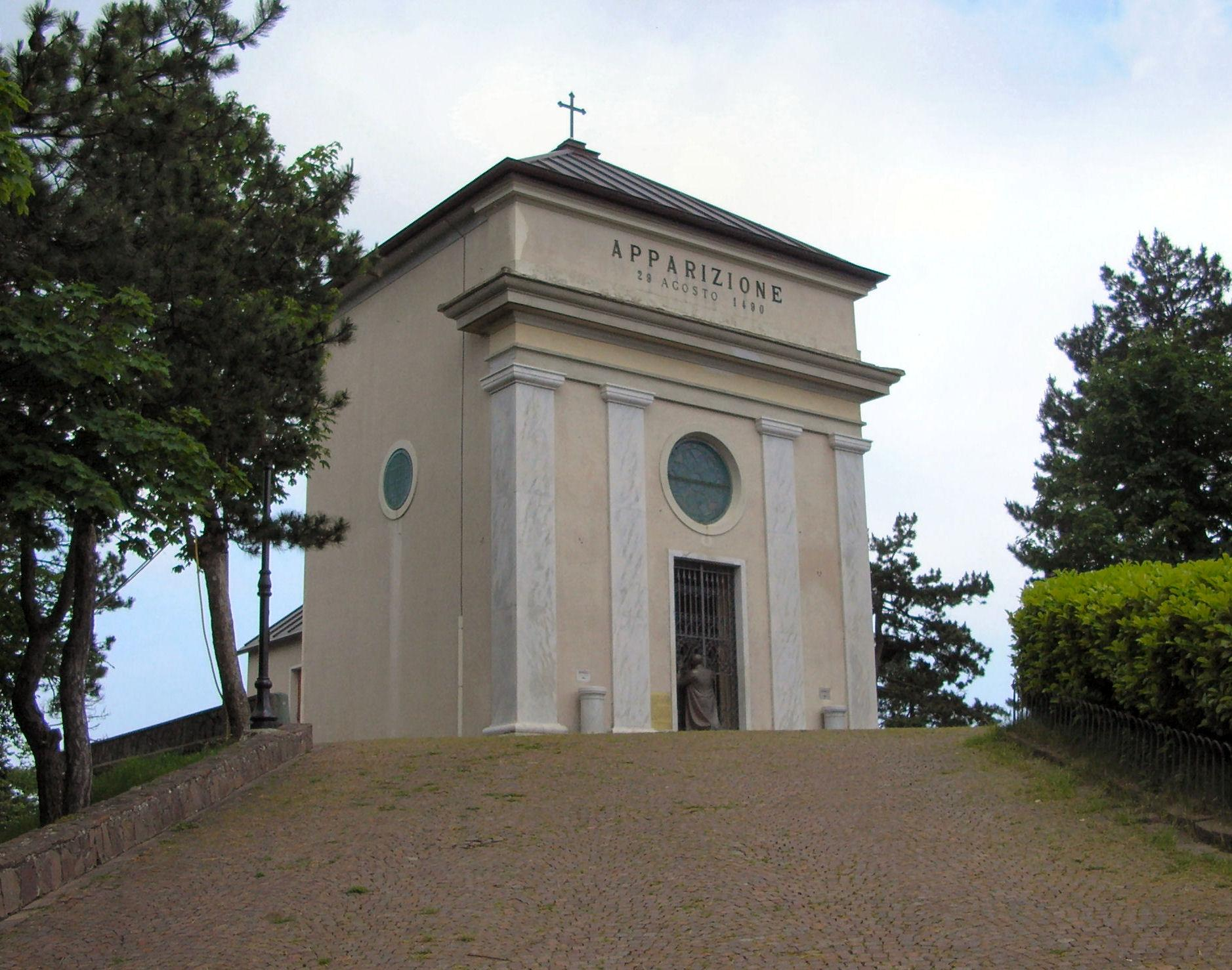
Kaplica I Objawienia
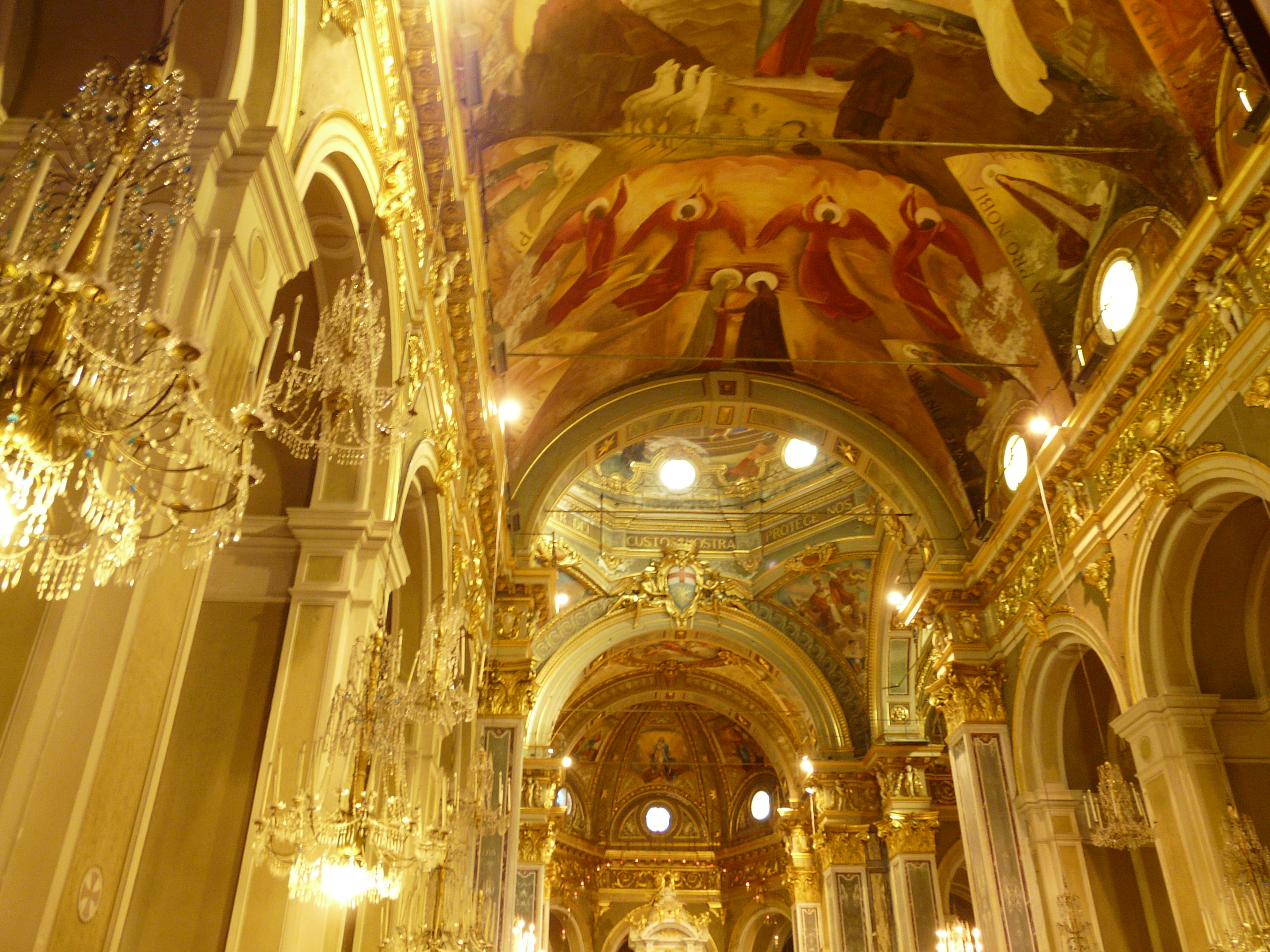
Wnętrze sanktuarium
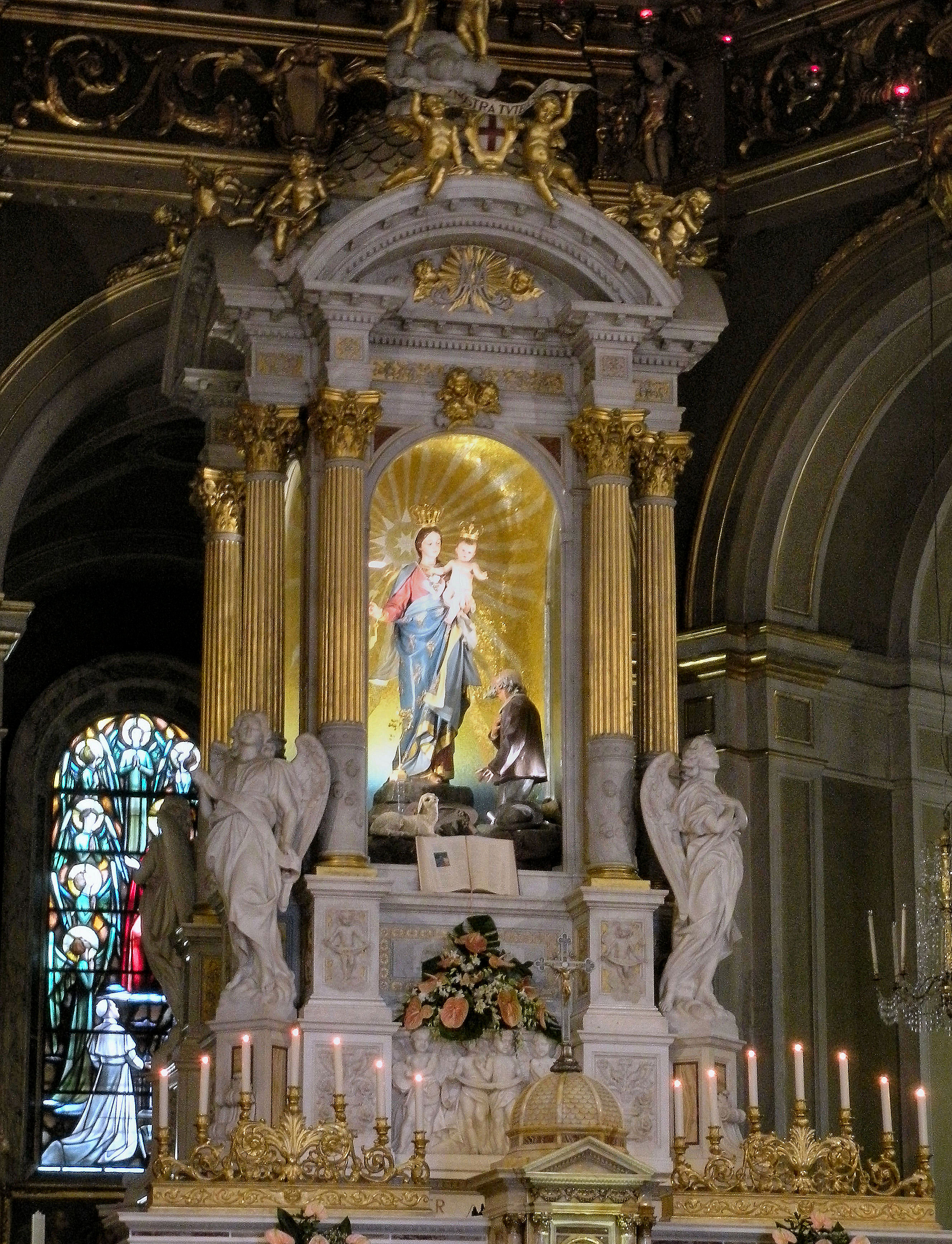
Ołtarz główny z posągiem Madonny della Guardia
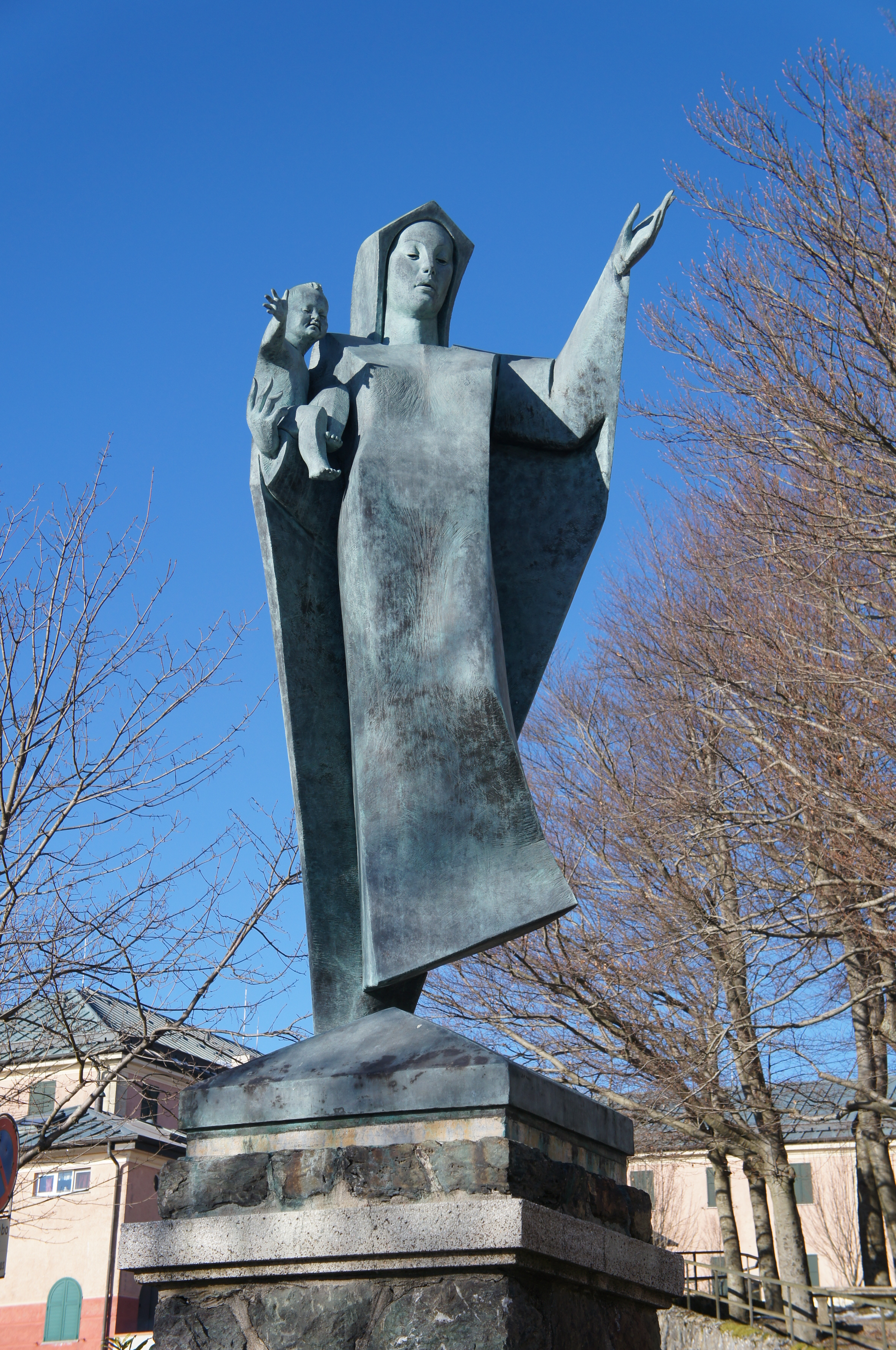
Współczesna rzeźba Madonny della Guardia